# Tiilisaari (ö i Södra Savolax, S:t Michel, lat 61,60, long 27,64)
Tiilisaari är en ö i Finland. Den ligger i sjön Saimen och i kommunen Sankt Michel i den ekonomiska regionen  S:t Michel och landskapet Södra Savolax, i den södra delen av landet, 210 km nordost om huvudstaden Helsingfors. Öns area är 10,1 hektar och dess största längd är 0,6 kilometer i sydöst-nordvästlig riktning.